# Plaça Major de Cervera
La Plaça Major de Cervera és una obra de Cervera (Segarra) inclosa a l'Inventari del Patrimoni Arquitectònic de Catalunya.

## Descripció
Plaça en forma de L. Tres costats estan ocupats per cases antigues, la majoria construïdes o reformades en temps de la Universitat, amb porxos de permòdols superposats de pedra de forma cilíndrica. La banda restant està ocupada per la Casa-Palau de la Vila i la torre-campanar de Santa Maria, que sobresurt. Al costat esquerre de la Casa de la ciutat hi ha un mirador que comunica amb la Sebolleria per una forta rampa. També hi ha una font, obra de Josep Cantó.
S'hi accedeix pel carrer Major, el carrer de Sant Diumenge, el de la Sebolleria, el de l'estudi Vell i el de Buida-sacs.

## Història
La formació d'aquesta plaça ha estat feta al llarg dels segles, amb moltes rectificacions i represes. Quan el carrer de Sebolleria encara no tenia cases que l'emmarquessin, la plaça devia tenir un mirador. Des de la Sebolleria es donava el tomb a l'absis de Santa Maria, seguint el carreró dit de Bonaire, que fou absorbit per les cases veïnes cap a l'any 1737. L'any 1488 eren fetes obres a la casa de la Paeria, per això s'arrencaren les graus del carrer que enllaça la Plaça Major amb Sebolleria. El 1494 eren novament endreçats els graons. Una de les causes dels canvis de rasant soferts per la Plaça era la pedra que s'hi podia arrencar fàcilment. L'any 1338 fou edificada la primera Casa de la vila. El Mercadal fou engrandit i millorat l'any 1445. L'any 1780 va ser ampliada la Casa de la ciutat.